# Дементьев, Пётр Васильевич
Пётр Васильевич Дементьев (11 (24) января 1907, Алёшкин-Саплык, Убеевская волость, Буинский уезд, Симбирская губерния, Российская империя — 14 мая 1977, Москва, СССР) — советский государственный деятель, министр авиационной промышленности СССР, генерал-полковник-инженер (1976). Дважды Герой Социалистического Труда (1941, 1977), кавалер девяти Орденов Ленина. Лауреат Сталинской премии (1953).

## Биография

### Происхождение
Родился в чувашском селе Алёшкин-Саплык Убеевской волости Буинского уезда Симбирской губернии (в настоящее время — Дрожжановский район Республики Татарстан) в семье учителя чуваша.  Был крещён в храме Сергия Радонежского, села Хорновар-Шигали. Родители: отец — Василий Степанович, мать — Елена Герасимовна (урождённая — Герасимова) — из села Новое Ильмово (в настоящее время — Дрожжановского района Республики Татарстан). Дед Петра Дементьева — Степан Игнатьевич Дементьев — происходил из деревни Петровка (ныне не существует) Симбирского уезда, после отмены крепостного права поселился, со всем своим большим семейством,  в чувашском селе Убей, при этом все его дети родились ещё в Петровке, включая отца Петра Дементьева — Василия Степановича Дементьева (20.03.1885 – 5.03.1953). Не все подобные переселенцы получили на новом месте земельные наделы, но у Дементьевых земля была.
Трудовую деятельность П. В. Дементьев начал в 1922 году рабочим. После окончания Хорновар-Шигалинской сельской школы[уточнить] учился в Симбирском (Ульяновском) профессионально-техническом училище имени Карла Либкнехта (бывшее Симбирское ремесленное училище графа Орлова-Давыдова). В 1927 году он поступил в Московский механический институт имени М. В. Ломоносова, но уже через два года перевёлся в Военно-воздушную инженерную академию имени профессора Н. Е. Жуковского, которую окончил в 1931 году.

### Деятельность в авиации
После успешного завершения учёбы в числе наиболее талантливых выпускников был направлен в Научно-исследовательский институт гражданского воздушного флота, а через три года попросился на конкретный производственный участок. В 1934—1941 годах проделал путь от начальника цеха Московского авиационного завода № 81 до главного инженера и директора Государственного авиационного завода № 1 (Московского самолётостроительного завода).
В 1938 году вступил в ВКП(б). Был включён в состав государственной комиссии, которая находилась в Германии с 25 октября 1939 года для изучения возможностей выполнения германской стороной советских заказов. В 1941 году он был назначен первым заместителем народного комиссара (с 1946 — министра) авиационной промышленности СССР, проработав в этой должности до 1953 года. Во время войны отвечал за серийный выпуск самолётов. В 1941 году ему в числе первых руководителей авиационной промышленности за выполнение заданий правительства по созданию и выпуску новой авиационной и специальной техники было присвоено звание Героя Социалистического Труда.
В 1952 году на XIX-м съезде КПСС он был избран кандидатом в члены Центрального Комитета КПСС, членом которого стал в 1956 году. В 1953 году стал лауреатом Сталинской премии.
В марте 1953 года, когда Министерство авиационной промышленности СССР вошло в Министерство оборонной промышленности СССР, курируемое Л. П. Берией, потерял свой пост. После смещения и ареста Л. П. Берии, в августе 1953 года, был назначен министром авиационной промышленности СССР, встав во главе советского авиапрома почти на четверть века — до самой своей смерти в 1977 году (с 1957 — в качестве председателя Государственного комитета Совета министров СССР по авиационной технике, с 1963 — председателя Государственного комитета по авиационной технике СССР, а с 1965 — вновь Министра авиационной промышленности СССР).
Академик Г. В. Новожилов говорил о П. В. Дементьеве:
Надо сказать, что человека масштаба Дементьева можно уподобить бриллианту с сотнями сверкающих граней, и никому не дано увидеть всех их разом. Каждому из тех, с кем общался министр, он позволял видеть только то, что он хотел показать. Он умел быть и жёстким, и добрым, и неуступчивым, и всепонимающим, он умел, когда надо — польстить, когда надо — обрезать, мог приблизить человека, а мог чётко указать на дистанцию — он был многолик и именно этим, по мнению тех, кто работал рядом с министром, был интересен и дорог.

Мне пришлось много лет работать под руководством Петра Васильевича Дементьева. Я считаю эти годы весьма плодотворными в моей жизни, в жизни ОКБ им. С. В. Ильюшина, да и всей отрасли. По инициативе и при непосредственном личном участии Петра Васильевича были созданы первый реактивный военно-транспортный самолет Ил-76 и 350-местный широкофюзеляжный пассажирский самолет Ил-86, с его подачи начались работы по дальнемагистральному Ил-96. В моей судьбе, как, впрочем, и в судьбе многих моих коллег, П. В. Дементьев сыграл огромную роль. Это был чуткий руководитель, выдающийся государственный деятель и вместе с тем обаятельный и остроумный человек.
П. В. Дементьев являлся делегатом XX — XXIV съездов КПСС, депутатом Верховного Совета СССР 4-го — 8-го созывов.
Среди авиационных конструкторов имел прозвище «Пётр Великий».
Скончался 14 мая 1977 года и был похоронен на Новодевичьем кладбище в Москве.

## Семья
Сын — Г. П. Дементьев, Герой Социалистического Труда.

## Награды
- Дважды герой Социалистического Труда:
  - Указом Президиума Верховного Совета СССР от 8 сентября 1941 г. за выдающиеся достижения в области организации и осуществления серийного производства новых типов боевых самолётов П. В. Дементьеву присвоено звание Героя Социалистического Труда с вручением ордена Ленина и золотой медали «Серп и Молот»[9];
  - Указом Президиума Верховного Совета СССР от 21 января 1977 г. за «большие заслуги в развитии авиационной промышленности и в связи с семидесятилетием со дня рождения» награждён орденом Ленина и второй золотой медалью «Серп и Молот»;
- 9 орденов Ленина (в том числе 5 марта 1939 г., 8 сентября 1941 г., 25 мая 1944 г., 6 декабря 1949 г., 23 января 1957 г., 24 января 1967 г., 25 октября 1971 г., 21 января 1977 г.);
- орден Красного Знамени (30 декабря 1956 г.);
- орден Кутузова 1-й степени (16 сентября 1945 г.);
- орден Суворова 2-й степени (19 августа 1944 г.);
- 2 ордена Трудового Краного Знамени (31 декабря 1940 г.; 22 июля 1966 г.);
- орден Красной Звезды (17 мая 1951 г.);
- медаль «За боевые заслуги» (3 ноября 1944 г.);
- другие медали;
- Сталинская премия (1953 г.)

## Увековечение памяти
В 1977 году имя П. В. Дементьева было присвоено Московскому авиационному производственному объединению (бывший завод «Знамя труда»). В 2006 году в Москве вышла книга «Товарищ министр. Повесть о руководителе авиационной промышленности СССР П. В. Дементьеве». Имя П. В. Дементьева было присвоено Саратовскому авиационному техникуму. В 2007 году имя П. В. Дементьева обрела также одна из улиц в столице Чувашии Чебоксарах.
В Казани память о П. В. Дементьеве увековечена в названии одной из улиц Авиастроительного района. В центре района на улице Копылова и площади в микрорайоне Соцгород напротив Дома культуры имени В. И. Ленина в 1983 году был установлен бронзовый бюст П. В. Дементьева на гранитном постаменте (скульптор — М. К. Аникушкин, архитекторы — М. Х. Агишев, Н. Е. Тарасова). В Казани на доме 20 по улице Олега Кошевого (стороне, выходящей на улицу Дементьева) была также установлена бронзовая памятная доска — горельеф П. В. Дементьева (позднее — похищена, в 2011 году восстановлена в прежнем виде из другого материала). На памятной доске помещён текст: «Улица названа в честь видного организатора авиационной промышленности дважды Героя Социалистического Труда лауреата Государственной премии Петра Васильевича Дементьева». В 2007 году имя П. В. Дементьева присвоено Казанскому авиационно-техническому колледжу (до 2007 — Казанский авиационный техникум).
9 июня 2007 года в Казани и в селе Старое Дрожжаное — центре Дрожжановского района Татарстана — прошли торжества, посвящённые П. В. Дементьеву. В столице Татарстана состоялось возложение цветов к бюсту П. В. Дементьева. В тот же день в селе Убей (Уби) была открыта памятная доска, а в селе Старое Дрожжаное — памятник (бюст) руководителю советского авиапрома (это стало возможным благодаря стараниям уроженца Дрожжановского района — руководителя чебоксарской строительной компании «Тус» Николая Угаслова, поддержанным Чувашской национально-культурной автономией в Республике Татарстан).
В день рождения П. В. Дементьева — 24 января 2007 — в Казани состоялось гашение специальным памятным штемпелем художественно-маркированного конвертов с его изображением, выполненным художником Борисом Илюхиным.
В 2010 году ОАО «Авиапром» в целях поощрения и общественного признания личных заслуг и значительных достижений в авиастроении учредило «Золотую медаль имени П. В. Дементьева». Медаль вручается за выдающиеся заслуги в авиастроении, в том числе в создании и организации производства новейших образцов авиационной техники, в реконструкции и модернизации мощностей научной и производственной базы авиационной промышленности.
Имя П. В. Дементьева присвоено одной из улиц в рабочем поселке Монино (Московская область).